# Ананьевский переулок
Ана́ньевский переу́лок (с 1887 до нач. XX в. — Ана́новский переулок) — переулок в Центральном административном округе города Москвы на территории Красносельского района. Переулок фактически является продолжением Костянского переулка на север и соединяет Даев переулок и Большую Сухаревскую площадь, расположенную на Садовом кольце. К переулку выходит также Сретенский тупик.

## Происхождение названия
Переулок получил первоначальное название Анановский от фамилии купца и банкира Ивана Степановича Ананова, владельца большого участка, через который в 1887 году проложили переулок. Армянин из Тифлиса И. С. Ананов был крупным московским землевладельцем, помимо земли в Ананьевском переулке, ему принадлежали участки на улице Мясницкой и в Кривоколенном переулке.
Со временем в названии переулка утвердилась форма Ананьевский, более близкая к каноническому имени Ананий.

## История
Ранее, в XVIII веке, на месте Ананьевского переулка находился огромный — площадью почти 2,5 га — полковой артиллерийский двор, где большой пруд окружали несколько деревянных строений, в которых помещались канцелярия, правление, амбары, лазарет и прочие учреждения. Здесь же находилось одно из первых московских учебных заведений — артиллерийская школа, образованная в 1701 году.

## Здания и сооружения
По нечётной стороне:
- № 5, стр. 3 — Доходный дом Н. И. Шах-Параньянц (1911, архитектор И. И. Флоринский; фасад — при участии С. А. Торопова), объект культурного наследия регионального значения[4][5]. 7732992000 Композиция фасада напоминает колонный портик Странноприимного дома, расположенного на другой стороне Садового кольца. Проект дома Шах-Параньянца был удостоен на проведённом в 1914 году Городской управой конкурсе лучших построек III премии и бронзовой медали[6]. В доме жили советский государственный деятель, министр строительства предприятий тяжёлой промышленности П. А. Юдин[7], учёный в области электроники и вакуумной техники П. В. Тимофеев (в 1938—1982 годах)[8], киновед Нея Зоркая[9].

- № 5, стр. 4 — Жилой дом. В рамках гражданской инициативы «Последний адрес» на доме установлен мемориальный знак с именем товароведа Владимира Георгиевича Цыпкина[10], расстрелянного органами НКВД 9 августа 1938 года[11]. В базе данных правозащитного общества «Мемориал» есть имена 31-го жильца домов № 5 (без указания номера строения), расстрелянных в годы террора[12]. Число погибших в лагерях ГУЛАГа не установлено.
- № 5, стр. 7 — Жилой дом (1930-е). В 1942—1949 годах здесь жил автор-исполнитель, киноактёр и журналист Юрий Визбор. В октябре 2015 года на торцевой стене дома (выходящей на Панкратьевский переулок) установлена мемориальная доска[13].
- № 5, стр. 12 — Жилой дом (построен в 1932 году по типовому проекту). В рамках гражданской инициативы «Последний адрес» на доме установлены мемориальные знаки с именами журналистов Григория Осиповича Васильковского[14] и Владимира Марковича Вернера[15], расстрелянных органами НКВД в годы сталинских репрессий.
- № 7/14 — Жилой дом «Заводстроя» (Наркомтяжпрома), главным фасадом выходящий на Большую Сухаревскую площадь (1930, первоначальный проект — немецкий архитектор Г. Ремеле; 1934—1936 — реконструкция и завершение строительства по проекту архитектора Д. Д. Булгакова[16][17]). Первоначально дом планировался для размещения иностранных специалистов ВСНХ. К 1930 году дом был выстроен в аскетичных формах, типичных для немецкого функционализма, и оставлен без отделки. В 1934 году «достраивать» дом поручили архитектору Д. Булгакову. Булгаков сделал каждую деталь издалека заметной, дающей красивые тени в солнечную погоду. Над центральными частями двух уличных фасадов он сделал огромные карнизы с гипертрофированными по размеру кронштейнами, тем самым подчеркнув простоту иных элементов, таких как глухие парапеты длинных балконов. Также архитектор добавил со стороны переулка необычные арочные формы. Немногочисленные, но очень декоративные детали выглядят нарядно на фоне гладких стен и полностью остекленных эркеров[18][19]. Ныне в здании размещаются Мособлспецстрой, предприятия общественного питания.

По чётной стороне:
- № 4/2, стр. 1 — Жилой дом кооператива «Меховик» с магазином (1920-е, арх. В. М. Маят)[20]. В 1930-х годах здесь жил советский партийный деятель и литератор В. А. Тер-Ваганян[21]. В рамках гражданской инициативы «Последний адрес» в сентябре 2017 года на доме установлены мемориальные знаки с именами рабочего-сварщика Р. Я. Зустера, экономиста К. В. Шура, студента А. К. Шура-Петрова и служащего М. С. Эпштейна[22], расстрелянных в годы сталинских репрессий. По сведениям правозащитного общества «Мемориал», в годы террора были расстреляны не менее 15-ти жильцов этого дома[12]. Число погибших в лагерях ГУЛАГа не установлено.

## Транспорт
- Станция метро «Сухаревская».
- Автомобильное движение по переулку двустороннее.